# Im Schatten der Ärzte
„Im Schatten der Ärzte“ („В сянката на лекарите/Die Ärzte“) е вторият албум на немската рок група Die Ärzte.

## Песни
1. „Du willst mich küssen“ („Искаш да ме целунеш“) (Урлауб) – 3:08
2. „Dein Vampyr“ („Твой вампир“) (Бела) – 3:20
3. „... und es regnet“ („... и вали“) (Урлауб/Ръндж/Бела) – 3:15
4. „Alles“ („Всичко“) (Бела/Бела-Урлауб) – 2:55
5. „Rennen nicht laufen!“ („Тичай, не върви!“) (Урлауб/Урлауб-Бела) – 2:40
6. „Wie ein Kind“ („Като дете“) (Ръндж) – 3:33
7. „Wie ein Kind“ (повторно) (Ръндж) – 0:21
8. „Wegen dir“ („Заради теб“) (Урлауб) – 3:05
9. „Die Antwort bist du“ („Отговорът си ти“) (Бела) – 3:17
10. „Buddy Holly's Brille“ („Очилата на Бъди Холи“) (Урлауб) – 3:33
11. „Käfer“ („Бръмбар“) (Урлауб) – 2:48
12. „Ich weiß nicht (ob es Liebe ist)“ („Аз не знам (дали това е любов)“) (Урлауб) – 3:53
13. „Was hat der Junge doch für Nerven“ („Що за нерви има момчето“) (Урлауб) – 3:55

## Сингли
- 1985: „Wegen dir“ („Заради теб“)
- 1986: „Du willst mich küssen“ („Искаш да ме целунеш“)

## Състав
- Фарин Урлауб – кирата, вокал
- Бела Б. – барабани, вокал
- Ханс Ръндж – бас, вокал
- Нена – вокал в 1 песен